# WindowBlinds
WindowBlinds — це комп'ютерна програма, яка дозволяє користувачам змінювати зовнішній вигляд графічного інтерфейсу Windows . Її розробляє Stardock з 1998 року, програма є найпопулярнішим компонентом їх флагманського пакету програмного забезпечення Object Desktop. Вона також доступна окремо та як компонент ActiveX/COM під назвою DirectSkin. Представлена у своїй шостій версії, підтримує ефекти альфа-змішування, подібно до компонування Windows Vista, але в Windows XP.
WindowBlinds було завантажено понад 10 мільйонів разів WindowBlinds 7.0 на сайті PCWorld.pl і було визнано «Найкращою програмою або утилітою для вертикального ринку» у 2006 році Shareware Industry Awards Foundation People's Choice Awards. Станом на листопад 2009 року на WinCustomize було доступно 4448 оболонок WindowBlinds, у середньому по дев'ять додавалися щотижня; іншим популярним репозиторієм є deviantART.

## Формати скінів
Скіни WindowBlinds доступні у двох форматах: «Базовий» (або «UIS1+») і «Розширений» (або «UIS2»).

### Базовий (UIS1+)
Попри свою назву, «Базовий» формат скінів можна використовувати для створення повнофункціональних скінів, і він все ще використовується сьогодні. Основне обмеження полягає в тому, що межі оболонки можуть мати лише «стандартні» розміри (шириною чотири пікселі для більшості бічних меж). Це обмеження було суттєво пом'якшено, коли було введено метрики оформлення — коригування використання стандартних методів Windows — дозволяючи змінювати (серед іншого) стандартну висоту смужки заголовка. Також можна розміщувати кнопки лише на панелі заголовка, а сценарії та фонова анімація панелі заголовка не підтримуються.
Перевагами UIS1+ є продуктивність (Stardock стверджує, що версія UIS1+ візуального стилю Windows XP «Luna» вдвічі швидша за оригінал у перефарбуванні та зміні розміру) і сумісність. Більшість msstyles можна перетворити на оформлення UIS1+.

### Розширений (UIS2)
Розширений формат оформлення надається, коли дизайн оформлення не відповідає наведеним вище обмеженням. Зазвичай ці скіни можуть мати ширші межі в деяких місцях або не мати їх взагалі. Вони також можуть містити фонову анімацію смужки заголовка або використовувати функції сценаріїв.
Цей формат забезпечує максимальну гнучкість за рахунок дещо зниженої продуктивності (порівняно з UIS1+) і потенційно більшої ймовірності несумісності з програмами. Деякі оболонки UIS2 включають підскін UIS1+; якщо виникнуть проблеми, цей підскін може бути замінений на оболонку «для кожної програми».

## Історія
Розробка WindowBlinds почалася в 1998 році, коли провідний розробник Ніл Бенфілд об'єднався зі Stardock. Stardock шукав розробника, щоб створити програму для створення вікон, і Бенфілд уже створив програму, яку він назвав «Window Blinds» у 1997 році. Попередні спроби Stardock включали «Object Look», мінімальну програму для створення шкіри, і «WindowFX», програму, написану на Delphi . Пізніше цю назву буде повторно використано для WindowFX, також створеного Бенфілдом. Протягом короткого часу існувала також зменшена версія оригінальних Window Blinds під назвою «WBLiteFX», назва, яка все ще була присутня в налаштуваннях реєстру WindowBlinds станом на травень 2006 року.
WindowBlinds (тепер перейменована як одне слово) швидко пробилася до випуску 1.0, керуючись проханнями користувачів додати «вільну форму оболонки» (настроювані форми меж вікна), звуки та анімацію. Смуги прокрутки, панель завдань, кнопка «Пуск», пункти меню, саме меню та інші елементи графічного інтерфейсу були додані пізніше.
WindowBlinds 2 була серйозним редизайном на C++, який додав такі функції:
- Формат «Базовий» (UIS1+), який пропонує більшу сумісність програм в обмін на обмежений набір функцій.[5]
- Складні скіни (пізніше відомі як «підскіни»), які спрощували створення альтернативних версій скінів. Наприклад, оболонка Macintosh тепер може мати два підскіни, щоб пропонувати кнопки керування ліворуч або праворуч від вікна.
- Перефарбування скінів користувача.
- Сценарії, хоча це не було широко використано.
- Розділи шрифтів і кольорів для певних елементів керування та станів.
- Підтримка додаткових елементів керування.

У цей час «BuilderBlinds» — перейменований у SkinStudio у лютому 2001 року — став популярним інструментом, оскільки він дозволяв художникам створювати скіни, не витрачаючи багато часу на вивчення тонкощів формату UIS. Це також дозволило досвідченим користувачам уникнути тривіальних помилок.
WindowBlinds 3 супроводжував випуск Windows XP, яка містила власну систему скінів під назвою «візуальні стилі». Вважалося, що візуальні стилі можуть завдати удару по комерційних системах скінінгу. Це виявилося не так; фактично продажі WindowBlinds зросли, підтримані новою групою користувачів, які побачили зміни, запропоновані візуальними стилями, і хотіли більшого. Навіть після того, як стали доступними модифікації, відомі як «зломи uxtheme» (названі на честь файлу, який вони змінювали, uxtheme.dll), WindowBlinds залишалася популярною, оскільки мала додаткові функції, яких не було у візуальних стилів.
Однак програма все ще містила недоліки. У WindowBlinds 3 було багато нових функцій, але з новими функціями з'явилися нові помилки, зокрема проблеми сумісності. Крім того, продуктивність була неоптимальною. У проміжних випусках було вирішено ці проблеми та передбачено ті області інтерфейсу користувача Windows XP, які спочатку не вдалося видалити.
До моменту появи WindowBlinds 4 проблем було менше, частково через підвищену увагу до стабільності для клієнтів DirectSkin. Крім того, SkinStudio тепер надав метод імпорту формату Microsoft msstyles.
WindowBlinds 4.6 було випущено в серпні 2005 року з додаванням ефектів «напівпрозорого світіння» при наведенні миші для кнопок панелі заголовків, кнопок та інших елементів керування. Windowblinds 4.6 тепер перейменовано на «WindowBlinds Classic» і призначено для версій Windows, відмінних від XP, які не можуть запускати нову Windowblinds 5.
WindowBlinds 5, випущена у листопаді 2005 року, розширює прозорість за допомогою попіксельного альфа-змішування на всю раму вікна, включаючи межі та панель завдань.
WindowBlinds 6, випущена наприкінці 2007 року, додає ефекти розмиття, подібні до Windows Vista, на XP (хоча Microsoft заявила, що таке попіксельне альфа-змішування з розмиттям неможливо реалізувати на XP), пізніше також оформлення бічної панелі Windows та інші додаткові функції. Графічний інтерфейс конфігурації було перероблено до повністю горизонтального вигляду.
WindowBlinds 7, випущена наприкінці 2009 року, додала власну підтримку Windows 7. Серед її нових функцій є можливість «скинути Aero» за допомогою кольорів і текстур. Інші нові функції включають новий інтерфейс користувача та різноманітні налаштування.
WindowBlinds 8, випущена у червні 2013 року, додала власну підтримку Windows 8, але офіційно припинила підтримку Windows XP і Vista. Найпомітніша зміна стосувалася його інтерфейсу користувача, оптимізувавши його макет, водночас віддаючи більш мінімалістичний вигляд, схожий на Metro. Крім того, у версії 8 оновлено пакетні теми та покращено відповідний режим попереднього перегляду.
WindowBlinds 10, випущена у березні 2016 року, додала власну підтримку Windows 10 і деякі незначні нові функції.
Windowblinds 11, випущена у листопаді 2022 року, оновила інтерфейс користувача відповідно до мови дизайну Windows 11, додала тему в стилі Windows 9x до колекції тем за замовчуванням і покращила підтримку темного режиму та HDR.

## Конкуренти
Протягом багатьох років у WindowBlinds було багато конкурентів. Спочатку не було зрозуміло, яка програма для застосування скінів буде найпопулярнішою, і з 1999 до початку 2001 року між програмами існувала активна конкуренція. Більшість з них все ще існує, але їхня популярність загалом згасла, оскільки WindowBlinds може змінювати більше елементів GUI. Прикладами таких конкурентів є eFX, Illumination, Chroma, CustomEyes і ShellWM.

## Дизайн скінів
Популярність різноманітних дизайнів змінилася разом зі спільнотою скінів. Спочатку ремейки (або «порти») старих операційних систем, таких як BeOS і AmigaOS, були дуже популярні. Тоді користувачі почали досліджувати потенціал таких функцій, як оформлення довільної форми, анімація на панелі заголовка та сценарії, що призвело до створення низки унікальних оболонок.
SkinStudio — популярний програмний інструмент від Stardock, який використовується для створення скінів для WindowBlinds, а також таких програм, як ObjectBar, WebBlinds, PocketBlinds, Koala Player і Windows Media Player. Він є компонентом Object Desktop, але також продається окремо, а його версію можна завантажити безкоштовно. SkinStudio використовує універсальний формат шкіри (USF), який можна використовувати для створення однієї оболонки та експорту її в кілька форматів шкіри. На практиці скіни часто потребують подальшого редагування після створення за цим шаблоном, але це може бути корисним під час розробки набору скінів. Файли msstyle імпортуються в USF перед перетворенням в один із форматів оформлення WindowBlinds.

## Проблеми з продуктивністю
Stardock WindowBlinds загалом має погану репутацію серед модифікаторів Windows через те, що різні частини програмного забезпечення були погано оптимізовані. Наприклад, коли ввімкнуто прозорість рядка заголовка, рядки заголовків вікон дуже затримуються, коли відкриваються кілька вікон, незалежно від того, відображаються вони на екрані чи ні. Це пов'язано з тим, що програмне забезпечення постійно оновлює розмиті області, створюючи непотрібне велике навантаження як на ЦП, так і на ГП. Навіть коли прозорість панелі заголовка не ввімкнено, продуктивність все одно значно погіршується, оскільки програмам часто потрібно на одну-дві секунди більше часу, щоб відкрити через те, як програмне забезпечення перехоплює запущені процеси. Користувачі також повідомили про ігнорування налаштувань шрифту та примусове використання невеликої версії шрифту Segoe UI у Windows Explorer.

## Юридичні дії
Коли було анонсовано Mac OS X, її візуальний стиль Aqua був предметом численних портів, деякі з яких були високоякісними. Це підірвало маркетинг Apple, і вони вважали, що це порушує права на їхній зовнішній вигляд інтерфейсу. Кілька скінів було знято на прохання компанії. Зокрема скін «WinAqua» від Dangeruss. Подібним чином підготовка до випуску Windows XP призвела до появи багатьох скінів Luna. Скіни з «XP» у назві були дуже популярні того року. До випуску Windows Vista було створено багато оболонок, які повторювали графічний інтерфейс Vista. Корпорація Майкрософт надіслала лист про припинення та відмову від творця принаймні однієї з цих тем.